# Отдел охраны пограничья

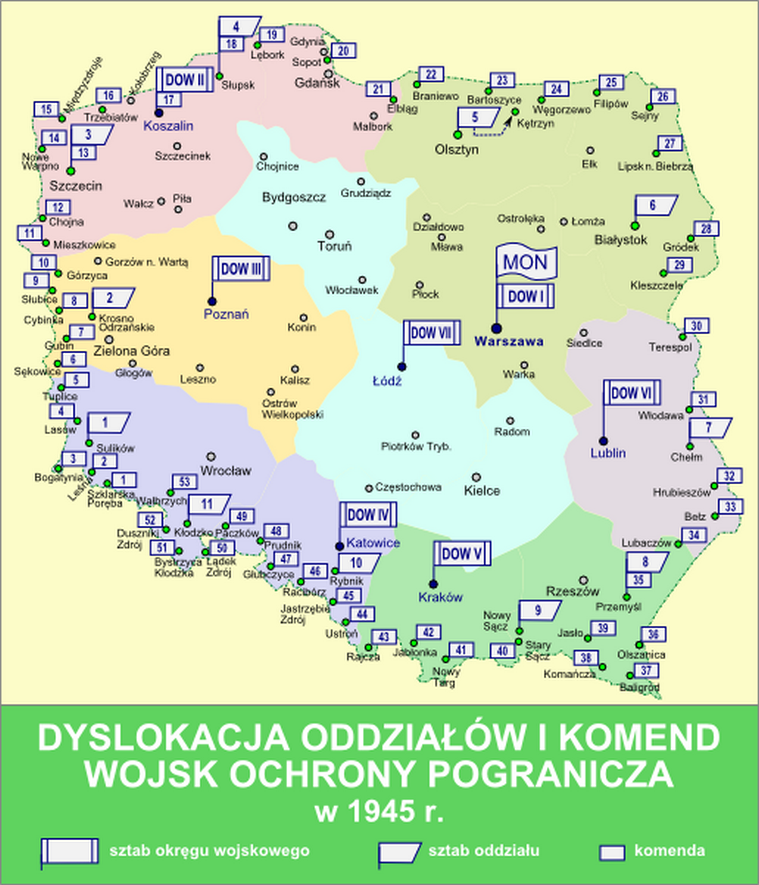
Отделы и комендатуры Войск охраны пограничья в 1945 году

Отдел охраны пограничья (пол. Oddział ochrony pogranicza, сокращённо OOP) — структурная единица Войск охраны пограничья в Польской Народной Республике.

## Образование отделов
Организационным приказом Верховного Главнокомандующего Войска Польского № 0245 от 13 сентября 1945 года были образованы Войска охраны пограничья. До 1 октября 1945 года планировалось сформировать Департамент Войск охраны пограничья (пол. Departament Wojsk Ochrony Pogranicza). В приграничных военных округах были сформированы отделы Войск охраны пограничья — промежуточные органы управления. Было сформировано всего шесть отделений пограничной службы, 11 отделов охраны пограничья и 17 отдельных рот связи. Отделы охраны пограничья различались как по количеству комендатур участков, так и пограничных застав.
В соответствии с приказом из отдельных округов формировались следующие отделы охраны пограничья:
- Варшавский военный округ[пол.] (DOW I) — 5-й (Венгожево) и 6-й (Сокулка)
- Любельский военный округ[пол.] (DOW VII) — 7-й (Влодава)
- Краковский военный округ[пол.] (DOW V) — 8-й (Пшемысль) и 9-й (Новы-Сонч)
- Силезский военный округ[пол.] (DOW IV) — 1-й (Жагань), 10-й (Козьле[пол.]) и 11-й (Больковице[пол.])
- Познанский военный округ[пол.] (DOW III) — 2-й (Жепин)
- Поморский военный округ[пол.] (DOW II) — 3-й (Старгард) и 4-й (Гданьск)

Всего было образовано 53 комендатуры участков и 249 пограничных застав.

## Организационная структура отдела
На 1945 год в состав одного отдела входили:
- командир отдела охраны пограничья
- адъютант
- заместитель командира по воспитательной и политической работе
  - отдел по воспитательной и политической работе
- заместитель командира по строевой подготовке
  - руководитель службы сторожевых собак
- начальник штаба
  - штаб
- заместитель командира по разведке
  - разведывательный отдел
- помощник командира по хозяйственной работе
  - отдел материально-технического обеспечения
  - отдел расквартирования и обслуживания
  - хозяйственная рота
- начальник инженерной службы
- начальник автомобильной службы
- начальник химической службы
- начальник медицинской службы
  - амбулаторий
  - начальник ветеринарной службы
  - скорая ветеринарная помощь
- комендатуры участка (количество варьируется)
- контрольно-пропускные пункты[пол.] (количество варьируется)
- манёвренная группа
- комендантский взвод

Реорганизация отделов состоялась в соответствии с организационным приказом министра национальной обороны № 0153/Org. от 21 сентября 1946 года: осенью того же года штат комендатуры участка сократился со 147 до 63 солдат.

## Отделы в 1946 году
- 1-й отдел охраны пограничья[пол.] (Любань-Сленски[пол.])
- 2-й отдел охраны пограничья[пол.] (Кросно-Оджаньске)
- 3-й отдел охраны пограничья[пол.] (Щецин)
- 4-й морской отдел охраны пограничья[пол.] (Слупск)
- 5-й отдел охраны пограничья[пол.] (Кентшин)
- 6-й отдел охраны пограничья[пол.] (Белосток)
- 7-й отдел охраны пограничья[пол.] (Хелм)
- 8-й отдел охраны пограничья[пол.] (Пшемысль)
- 9-й отдел охраны пограничья[пол.] (Новы-Сонч)
- 10-й отдел охраны пограничья[пол.] (Гливице)
- 11-й отдел охраны пограничья[пол.] (Клодзко)